# Stefanie Scott
Stephanie Noelle Scott, född 6 december 1996 i Chicago, är en amerikansk skådespelare.
Scott har bland annat medverkat i TV-serien The Girl in the Woods från 2021. Hon har även medverkat i filmerna Insidious: Chapter 3 från 2015 och Girl in the Basement från 2021.

## Filmografi (i urval)
- 2008 – Beethovens stora genombrott
- 2015 – Insidious: Chapter 3
- 2021 – The Girl in the Woods (TV-serie)
- 2021 – Girl in the Basement